# مارسیو روزاریو
مارسیو روزاریو (به پرتغالی: Márcio Nascimento Rosário) مدافع اهل برزیل است که در شهر São Mateus (اسپیریتو سانتو) و در تاریخ ۲۱ نوامبر ۱۹۸۳ به دنیا آمده‌است.
مارسیو روزاریو در تیم‌های فوتبال Linhares سابقهٔ حضور دارد.